# FATME
La FATME (Fabbrica Apparecchiature Telefoniche e Materiale Elettrico) è stata un'azienda italiana attiva dal 1918 al 1994 nei settori dell'elettronica e delle telecomunicazioni.

## Storia
Nata a Roma il 3 ottobre 1918, raccogliendo un complesso di attività risalenti al 1912 facenti capo alla ditta Robert e poi passate alla società in accomandita semplice Fabbrica apparati telefonici materiali elettrici - Ing. Raoul Busi & C con un capitale di un milione e mezzo di lire. Fu fondata da un gruppo di industriali, in maggioranza lanieri biellesi, interessati ad investire nella nascente industria telefonica i proventi delle forniture di guerra.
Il 12 maggio 1919 si costituisce la Società Anonima FATME, anche grazie all'ingresso del nuovo socio Giuseppe Alfonso Calandri.
La società ha avuto sede fino alla metà degli anni 1960 in via Appia Nuova, n. 572. 
Nel settembre 1923, in seguito all'annuncio dato dal primo governo Mussolini sulla volontà di investire nel potenziamento della rete telefonica nazionale affidandone la gestione a società private, l'azienda svedese Ericsson ha iniziato a manifestare interesse nella FATME inserendo nel consiglio di amministrazione Gottlieb Piltz, il quale era stato presidente della Ericsson fino al 1922. A quell'epoca, in Italia, vi è un telefono ogni 500 abitanti. I primi clienti della FATME sono i Telefoni di Stato, le Officine del Genio Militare, il laboratorio di precisione dell'Esercito e l'Amministrazione delle Ferrovie dello Stato. Si producono centralini, impianti intercomunicanti sia per linee interne che urbane, apparecchi da tavolo a batteria, suonerie, valvole, commutatori di linea, amperometri e altri strumenti di misurazione.
Nel 1925 l’Italia viene divisa in 5 zone telefoniche, ognuna assegnata, tramite concorso, a una concessionaria. Alla SET, di cui è proprietaria la FATME, viene assegnato il Mezzogiorno e la Sicilia. Nel giro di 5 anni sarà realizzata la rete telefonica del Sud Italia, posando 60.000 chilometri di cavi.
Nel 1931 la Ericsson realizzò in Svezia il primo telefono da tavolo in bachelite. La FATME portò in Italia la produzione di questo tipo di telefono, diventando la prima azienda ad adottare la tecnologia della stampa di materiali termoplastici. Negli stessi anni la SIELTE (Società Impianti Elettrici e Telefonici sistema Ericsson) estese il suo campo di azione alla installazione delle reti telefoniche. La FATME e la SIELTE fornirono così un contributo significativo al miglioramento degli impianti telefonici in Italia.
Durante la seconda guerra mondiale la fabbrica è stata convertita per la produzione di materiali bellici. Dopo la guerra la produzione riprese con le reti a lunga distanza su cavo coassiale, la tecnologia più avanzata dell'epoca.
Tra gli Anni ‘50 e ’60 ci fu prima lo studio e poi la realizzazione del piano per la teleselezione nazionale che consentiva di telefonare fuori dalla propria città senza passare per un centralinista.Nel 1957
su impulso del direttore generale Antonio Ugolini fu inaugurato il primo centro meccanografico con elaboratori elettronici Ericsson su schede perforate della società. 
L'azienda, che ha visto una consistente crescita dal secondo dopoguerra fino agli anni 1980, per il crescente intervento dei succitati capitali svedesi, nella metà degli anni '60 ha trasferito la sua sede nello stabilimento di nuova costruzione di via Anagnina, n. 203, dove a regime operavano circa 4000 dipendenti tra operai impegnati nella produzione e impiegati in uffici e laboratori.
Negli anni 70 inizia la rivoluzione elettronica: la FATME produce e installa per prima nella rete italiana le centrali interurbane elettroniche di tipo AKE. Il primo esemplare di queste centrali entra in servizio a Palermo nel 1975.
Nel 1978 nasce a Roma la Direzione Ricerca e Sviluppo della FATME. In un primo tempo dedicata esclusivamente all’adattamento delle apparecchiature della casa madre al mercato italiano, assume gradualmente il ruolo di centro di competenza globale per l’intera Ericsson.
Nel 1982 la FATME installa a Napoli Capodichino la prima centrale digitale in Italia. Si chiama AXE e diventerà la centrale più diffusa nel mondo. Si entra in una nuova era delle telecomunicazioni: l’ingombro di una centrale digitale è 7 volte inferiore rispetto a una centrale elettromeccanica ed offre la possibilità di erogare nuovi servizi per gli utenti. 
Dal 1934 fino al 1966 il direttore generale della FATME fu Luigi Baggiani, poi succeduto da Umberto Levèque fino al 1970, a cui a sua volta successe il 15 novembre dello stesso anno Luciano Marrubini, seguìto poi da Sergio Mercuri. Dal 1982 fino alla scomparsa del marchio, cioè alla fine del 1993, la posizione di direttore generale fu ricoperta da Giovanni De Guzzis.
Nei primi anni 1990 la proprietà Ericsson ha aumentato le sue quote fino ad assorbire completamente l'azienda, mutandone il nome dapprima in Ericsson FATME e successivamente, dopo la sopravvenuta fusione con SIELTE nel gennaio 1994, in Ericsson Telecomunicazioni S.p.A.

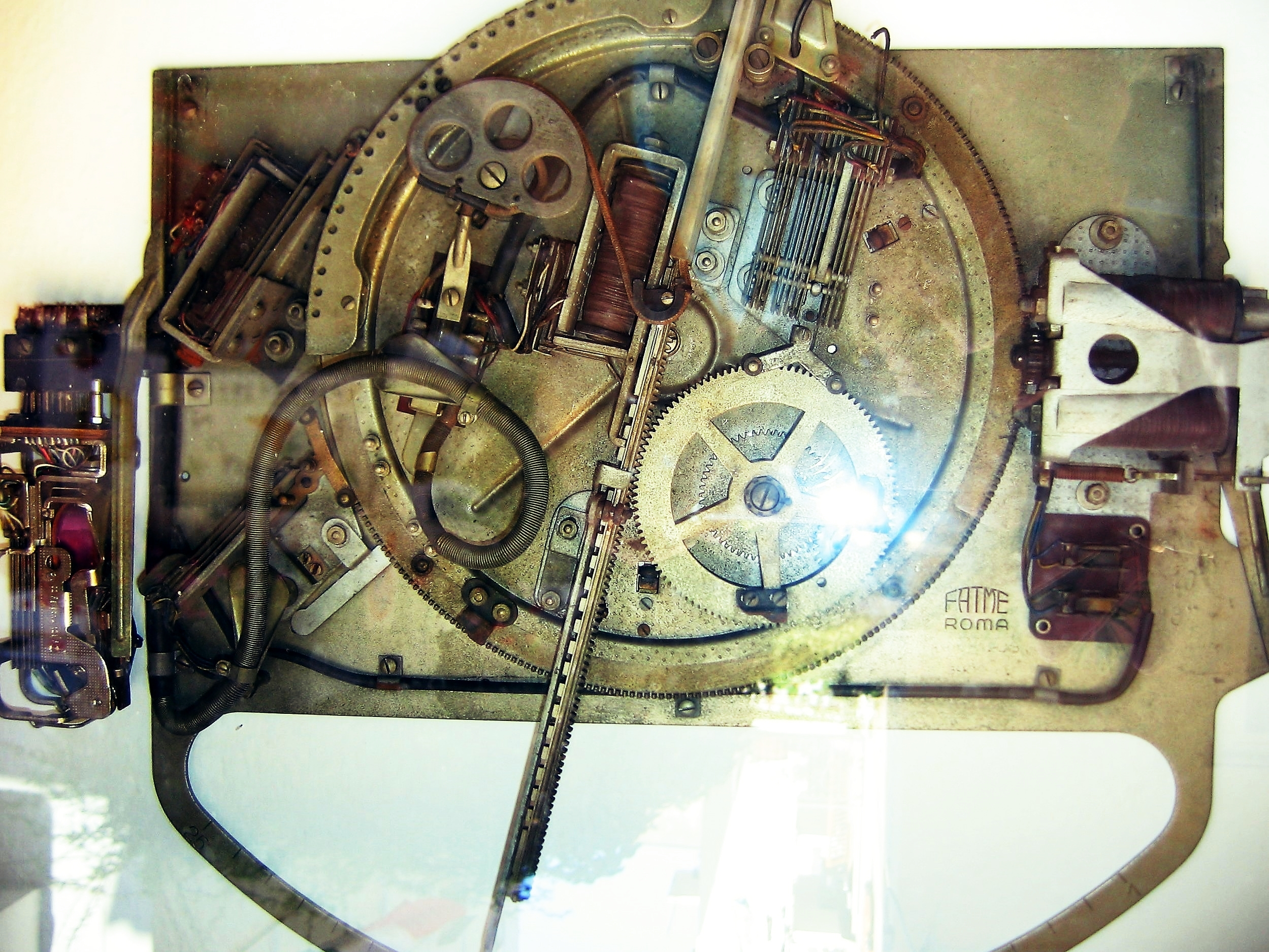
Materiali elettrici FATME.- Selettore centrale elettromeccanica

## Produzione
L'azienda ha prodotto materiale telefonico di vario tipo: apparecchi telefonici domestici e per uso aziendale, centralini telefonici aziendali, centrali telefoniche nazionali di commutazione e di transito, ponti radio, apparati di trasmissione. Gran parte della produzione è stata fatta su licenza della stessa compagnia svedese Ericsson.
Negli anni 1970, visto il numero crescente di persone impiegate nella produzione, l'azienda ha aperto delle nuove sedi produttive a Pagani (1974), Avezzano e Sulmona (1978).
Nella sede campana aveva lavorato Antonio Esposito Ferraioli, cuoco della mensa e sindacalista, ucciso a 27 anni dalla camorra per le sue indagini sull'uso di carne di provenienza sospetta il 30 agosto 1978.